# Bukowiec (Łódź-est)
Pour les articles homonymes, voir Bukowiec.
Bukowiec (prononciation [buˈkɔvjɛt͡s]) est un village de la gmina de Brójce, du powiat de Łódź-est, dans la voïvodie de Łódź, situé dans le centre de la Pologne.
Il se situe à environ 3 kilomètres au nord-est de Brójce (siège de la gmina) et 18 kilomètres au sud-est de Łódź (siège du powiat et capitale de la voïvodie).
Sa population s'élève approximativement à 1 200 habitants.

## Administration
De 1975 à 1998, le village était attaché administrativement à l'ancienne voïvodie de Łódź.

Depuis 1999, il fait partie de la nouvelle voïvodie de Łódź.